# آلاکول (شهرستان آستراخان)
آلاکول (انگلیسی: Alakol) یک دریاچه در استان آق‌مولای کشور قزاقستان است.